# Queen (album)
A Queen a brit Queen rockegyüttes bemutatkozó albuma. 1973. július 13-án jelent meg (Amerikában szeptember 4-én), a producerei az együttes tagjai, valamint Roy Thomas Baker és John Anthony voltak.
Az 1971-ben alakult együttes még abban az évben kis szerencsével demókat vehetett fel a De Lane Lea Studiosban, cserébe a hangrendszer teszteléséért. A felvételek alatt figyelt fel rájuk Roy Baker és John Anthony, a Trident Studios két producere, és elvitték a demó egy példányát a kiadóhoz. A Trident vezetőségének is tetszett az anyag, ezért felajánlották az együttesnek, hogy ha éppen más előadó nem használja a stúdiót, akkor felvehetik ott a dalaikat. A felvételek majd egy évig húzódtak, Freddie Mercury énekes és Brian May gitáros hozták az előre megírt dalaikat, és Bakerrel közösen kialakították az együttesre később évekig jellemző stílust: a többszólamú, erőteljes énekkel, a bonyolult felépítésű, gyakran többtételes dalokkal és a rétegezett gitárhangzással.
A dalok elkészülte után a Trident sikeresen megegyezett az EMI és Elektra kiadókkal, és kiadták az albumot. A kritikusok meglepően jól fogadták, kevés kivételtől eltekintve szinte mindegyik pozitívan írt róla, a Rolling Stone kiváló bemutatkozó albumnak, a Melody Maker pedig „csodálatosan különböző dalok sorozatának” nevezte. De a „Keep Yourself Alive” kislemezt nem játszották a rádiók, és sokakban visszatetszést váltott ki, hogy az EMI túlzottan reklámozza az együttest. Ebből kifolyólag a lemez kereskedelmileg kudarcnak minősült, és csak évekkel később, az együttes sikeressé válása után került fel a listákra. Visszatekintve a legtöbb kritikus erőteljes debütálásnak tartja, és a Queen jobb albumai közé sorolják.

## Háttér
A Queen együttes végleges felállása 1971-ben alakult ki: a Smile nevű pszichedelikus együttesben már együtt zenélő Brian May és Roger Taylor együttesük feloszlása után új énekest találtak Freddie Mercury személyében, majd több jelölt meghallgatása után John Deacont választották be basszusgitárosnak. Bár felléptek koncerteken, nem hagytak fel addigi életükkel: Mercury ruhaboltot vezetett Londonban, Taylor és Deacon az egyetemi tanulmányaikat folytatták, May pedig a diplomamunkáját félretéve matematikát és fizikát tanított. 1971 szeptembere körül jutott tudomásukra, hogy a De Lane Lea Studiosnak új egysége nyílt meg Wembleyben, és hogy szívesen várnak együtteseket, akik elég hangosan játszanak, hogy le tudják velük tesztelni a hangrendszert. Az együttes megragadta az alkalmat, amely nemcsak arra volt jó, hogy demót vegyenek fel, hanem hogy ismeretséget kössenek zeneipari szakemberekkel is. A próbafelvételek producere Louie Austin volt, aki már dolgozott együtt May-jel és Taylorral a Smile együttes idején.
A felvételek kimerítőek voltak, hiszen stúdióról stúdióra kellett járniuk, minden alkalommal átköltözni a felszereléssel, és ha valami hiba volt a felvevő rendszerrel, azonnal meg kellett állni (ami nem egyszer percenként előfordult) – de a teszteken felül kihasználtak minden időt a saját demójukra. Gyakran kerültek szembe sikeres, kiadók által finanszírozott zenekarokkal, akiknek természetesen előnyük volt, emiatt gyakran az éjszakába nyúltak a felvételek. A stúdióval rengeteg probléma volt, amelyek természetszerűleg ekkor derültek ki, hiszen tulajdonképpen a teszt volt a feladatuk. Az egyik alkalommal például állandó kattogó zaj hallatszódott a felvételen, amelyet, mint kiderült, a rossz földelés okozott. Louie Austin azt mondta később: „a stúdió megdöbbentően rossz volt. Ha egy együttes játszott az egyesben, azt hallani lehetett a kettesben és a hármasban is, és fordítva.” Végül négy dal tizenhat sávos demóját vették fel itt: „Jesus”, „Keep Yourself Alive”, „The Night Comes Down” és „Liar”. A felvételek alatt, a „Liar” című dalról beszélgetve alakult ki a sok évig érvényes módszerük a szerzőség jelölésére: bár a dalt tulajdonképpen négyen közösen írták, Mercury ötlete volt, hogy azt jelöljék a szerzőnek, aki a szöveget írta, a többiek pedig egyetértettek ezzel. Közben akkori menedzserük, Ken Testi segítségével kiadó után kutattak. Testi 1972-ben odaadta a Virgin Records munkatársainak a Queen demóját, és bár azoknak tetszett az anyag, mégis ezt mondták: „a világnak legkevésbé egy második Led Zeppelinre van szüksége”. Kaptak ugyanakkor egy ajánlatot a Genesist befuttató Chrysalis Recordstól 20 ezer fontra, de elutasították: a pénzt is kevésnek találták, és nem akartak egy kisebb kiadó háttérbe szoruló ügyfele lenni a Genesis mögött.
Még a De Lane Lea tesztelése idején megnézte a játékukat Roy Thomas Baker és John Anthony. Ők a nagy múltú Trident Studiosnál dolgoztak, és azt a feladatot kapták, hogy potenciális tehetségek után kutassanak, akiket utána a Trident menedzselhet. Bakernek megtetszett, ahogy az együttes a „Keep Yourself Alive”-ot játszotta, és magával vitte a demó egy példányát. A Trident vezetőségének imponált a demó, majd megnézték az együttest élőben is, és jónak látták a zenekart. Szerződést ajánlottak, meglehetősen kötött feltételekkel: egy egész stúdiólemezt készítenek a Trident stúdióban, amelyet aztán a stúdió értékesít a kiadók felé, az együttes tagjai pedig heti bért kapnak (ami kezdetben 20 font volt). További feltétel volt, hogy csak akkor használhatják a stúdiót, ha a Trident fontosabb ügyfelei nem tartanak igényt rá. A felvételekkel egy időben Robin Cable producer Mercury kiemelésével egy mellékprojektet is elindított: újra felvették a Beach Boys 1969-es „I Can Hear Music” című dalát (Taylor és May közreműködésével), majd Larry Lurex név alatt kiadták (a művésznév Mercuryt takarta, és szándékosan hasonlított az akkoriban sikeres glam rock sztár, Gary Glitter nevére). A kislemez a minimálisnál is kisebb feltűnést keltette, így a terv, hogy Mercury szólóénekes lesz, hamar elfelejtődött.

## Felvételek
Mintegy befektetésként a Trident új erősítő rendszert, és új hangszereket vett az együttesnek, kivétel volt ez alól May, aki nem akarta lecserélni a saját készítésű gitárját. A megkötések miatt gyakran csak a leglehetetlenebb időkben tudták használni a stúdiót. Mivel nem lehetett tudni, hogy a másik együttes mikor végez, rengeteg időt töltöttek a stúdióban és környékén, hogy kihasználják az adandó alkalmakat. Akár hajnali kettő, vagy este tizenegy is lehetett, mikorra stúdióhoz jutottak. (Sokat köszönhettek Paul McCartney-nak, aki ugyan előre lefoglalta az egyik stúdiószobát, de sokszor mégis inkább az Olympic Studiost használta.) Mindazonáltal lemezszerződés híján nem volt határidő sem, amikorra el kellett készíteni az albumot, így nyugodtan tökéletesíthették az anyagot.
Az album producerei az őket felfedező Roy Baker és John Anthony lettek (egy későbbi interjúban David Bowie azt mondta, hogy Mercury őt is felkérte producernek, ezt azonban az együttes tagadta). Az együttesnek (és főleg Mercurynak) világos elképzelései voltak a felvevendő anyagról. Anthony visszaemlékszik, hogy a felvételek kezdete előtt Mercury mutatott neki egy példányt a Queen & Harper magazinból, amely akkor már évszázados múltú, az előkelő brit társadalmat bemutató lap volt, és azt mondta neki: „ez az, amit akarunk… De nem csak a név, hanem a képek, a cikkek, az egész… Ez az, ahogy rögzíteni akarjuk a dalokat – mint a különböző témák és képek.” (Anthony nem sokkal a felvételek elkezdődte után kikerült a produkcióból, mert egészségügyi okokból Görögországba kellett utaznia.) Már itt kialakult az együttesre később oly sokáig jellemző – egyébként Baker által javasolt – felvételi módszer: a tökéletes minőség érdekében minden részt rengeteg alkalommal, akár ötvenszer eljátszottak, és a próbafelvételekből választották ki a megfelelőt.
A közös hang ellenére volt összetűzésük Bakerrel is. May szerint a producer szinte „elvakította őket a tudománnyal”, túlságosan bízott a stúdió technikájában, és rengeteg probléma megoldását a végső keverésre halasztotta – ebben viszont az együttes nem hitt. Emiatt volt jó pár összetűzés a producerrel is (főleg May részéről), például az albumra tervezett „Mad the Swine” végső keverésével nem voltak elégedettek a tagok, de Baker nem volt hajlandó változtatni rajta, ezért inkább lehagyták az albumról. Nem akarták, hogy a stúdió nyújtotta modern lehetőségek kényelmessé tegyék őket. A felvételek kezdetén azt ajánlották Maynek, hogy a gitárhangot vezessék egy hangfogó dobozba, amely a legapróbb külső zajt is kiszűri, a doboz elejéhez tartsák oda a mikrofont, és így vegyék fel a lehető legtisztább hangot, amelyet azután kedvükre effektezhetnek. May ezt elutasította, mert túl steril lett volna a hangzás. „Úgy akartuk, hogy hangozzon, mintha minden a hallgató szobájában, az orra előtt történne” – mondta May. „Ezért kihoztuk a dobfelszerelést is a külön fülkéjéből, és a stúdió közepén helyeztük el, a szobát pedig körberaktuk mikrofonokkal.” A Trident Studios-nak volt egy védjegyszerű, jól ismert hangzása, és az együttes pont az ellenkezőjét akarta hallani a lemezen. Baker korábban klasszikus zene felvételénél segédkezett a Deccánál, ami állítása szerint nagyban segítette May gitárjának kihasználását. „Nem úgy tekintettünk a gitárra, mint egy lepukkant hangszerre. Nagyzenekari hangszerként tekintettünk rá.” A „The Night Comes Down” című dalnak nem sikerült olyan változatát felvenni, amely elnyerte volna az együttes tetszését, ezért végül a De Lane Lea Studios-ban készült demóváltozatot tartották meg.
A dalok 1972 novemberére készen voltak ugyan, és a Trident is elégedett volt, de Baker és May nem, ezért további hónapokat töltöttek el a keverés minőségének javításával. Amikor Anthony visszatért külföldről, állítása szerint a Baker által készített keverés „szkizofrén” és rossz minőségű volt. Akkor ő, May és Mercury újrakeverték az egész anyagot a saját elképzelésük szerint. Mike Stone hangmérnök segítségével szinte élőben, a potméterek nullára állításával keverték meg a hangot, hogy megőrizzék „a Queen koncertjeinek energiáját”. A „Liar” és a „Keep Yourself Alive” végső változatával különösen sok probléma volt, az egész háttérszólamot újra kellett venni, és újra felkeverni az ének mellé – itt is nagy segítségét vették Stone-nak, May szerint „neki voltak a legjobb fülei az épületben”. A komplett, vállalható zenei anyag végül 1973 januárjára készült el.

## Zenei stílus
- Keep Yourself AliveMay szerzeménye. Mercury szerint ez a dal fejezte ki a legjobban a Queen stílusát 1973-ban.[20]
- Great King RatMercury szerzeménye. Az album több másik dalára is jellemző ez a borús hangulatú zene és misztikus utalású szöveg.

Nem tudod lejátszani a fájlt?
Az együttes kezdeti stílusát nagyrészt Brian May és Freddie Mercury zenei érdeklődése, valamint Roy Baker producer hatása alakította ki. Mindannyian szerették a Led Zeppelint, a Beatlest és a The Who-t, és e két együttes hatását az első albumukra, majd később a Queen stílusára több kritikus is felismerte. Mercurynak világos koncepciója volt az együttessel kapcsolatban: „A Queen nevet én találtam ki. Királyi, fenségesen hangzó név volt. Erős, univerzális és átütő. Pompát sugárzó szó, többféle jelentéssel. Természetesen tisztában voltam a dolog meleg felhangjaival, de ez csak a dolog egyik oldala. A bizarr, meleg image nem volt új találmány, Bowie és Bolan már megalkotta, de mi magasabb szintre emeltük”. Azok a jegyek, amelyeket már akkor, és később is gyakran felróttak az együttesnek, hogy kulcsfontosságúnak tartották az imázst, és a színpadi megjelenést, mind tudatos tervezés eredményei voltak: „tobzódni akartunk a pompában. Emellett sokkolni akartunk és megbotránkoztatni. Nem akartuk, hogy az emberek hosszasan töprengjenek rajta, szeretnek-e bennünket, vagy sem. Rögtön döntsék el magukban, amint megpillantanak bennünket.”
A „Keep Yourself Alive” az album kezdő dala, May szerzeménye. Gyors tempó, nagyméretű, erőteljes gitárjáték jellemzi, May később azt mondta, hogy ez a dal fejezte ki, milyen zenét akartak játszani akkoriban (bár a végső keverésével nem voltak elégedettek). A szövege a jobb élet reményéről szól. Az első albumon May ebben a dalban énekelt el egyetlen sort. A „Doing All Right” May és Tim Staffell, a Smile énekesének közös szerzeménye 1960-as évek végéről. Változatos stílusú dal, a könnyed popzenétől az akusztikus hangszerelésen keresztül a heavy metalig ingadozik, a zongorán pedig May játszott. A „Great King Rat” Mercury szerzeménye, nagyon agresszív, szinte vészjósló gitárhangással, tekerős tempóval. A dalszövege nehezen megfejthető, ahogy Mercury más dalai az albumon, vallással kapcsolatos megjegyzéseket tartalmaz: „ne higgy el mindent, amit a Bibliában olvasol” és „nagyon gyorsan az Ő tanítványa leszel”. A „My Fairy King” Mercury szerzeménye, az együttesre később nagyon jellemző stílusjegyek, mint a többtételes dalszerkezet és a hirtelen hangulat és tempóváltozás, valamint a misztikus dalszöveg megtalálhatók benne.
A „Liar” az album egyik legösszetettebb dala, több mint hat perc hosszú, ugyancsak megelőlegezi az együttes későbbi stílusát, az operai éneket, a tempó és hangulatváltozásokat. Mercury hangmagassága a falzettól egészen a baritonig terjed. A szöveg egy vitát mutat be a két oldal között, a meggyötört lélek (az énekes) vallási útmutatásra vár, de az ellene való erők (a kórus) megtagadják, hazugnak nevezik. A „The Night Comes Down” May szerzeménye, az akusztikus és elektromos gitár kettősére épülő lassabb dal. A szövegében az optimista 1960-as éveket követő kiábrándultságra, a boldog idők iránti nosztalgiára utal. A „Modern Times Rock ’n’ Roll” Taylor másfél perces szerzeménye, egy nagyon gyors, erőteljes rockdal, amelyet sokszor hasonlítottak a Led Zeppelin stílusához. Maga Taylor énekelte. A „Son and Daughter” May nehéz, bluesos dala. A bonyolult dalszövege a fiúi és leányi szerepekről szól, és az egyetlen az együttestől, amelyben trágár szó hallatszódik (szart lapátolni). A „Jesus” címéhez híven Jézus életének egy rövid mozzanatát festi le, vontatott ritmussal, akusztikus gitár kísérettel, amely középkori stílust ad a dalnak. A közepén elhangzik egy hosszabb instrumentális híd (immár elektromos gitárral), és acapella énekléssel fejeződik be. A „Seven Seas of Rhye…” Mercury zongoraszólója, amelyet később fejezett be, írt hozzá szöveget és valódi hangszerelést, és felkerült a következő albumra. Volt olyan elképzelésük, hogy mivel a jellegzetes zongoraszólam fejezi be az albumot, a következőt a teljes dal indítsa, de ez végül nem valósult meg.

## Megjelenés
A felvételek elkészülte után a Tirdent és Ken Testi kiadót kerestek a lemeznek. Akkoriban bevett módszer szerint két másik előadóval, az ír énekessel, Eugene Wallace-szal és a Headstone együttessel egy csomagban ajánlották a Queent, ami azt jelentette, hogy a kiadó vagy leszerződteti mindhármat, vagy pedig egyiket sem. Közben Testi és Baker végigjárták a nagy kiadókat, de egyik sem foglalkozott velük érdemben. Végül 1973 márciusában sikeresen megegyeztek az EMI-vel úgy 300 és 400 ezer font körüli összegben, majd nem sokkal később az amerikai piacot lefedő Elektrával is leszerződtek. A szerződés nem közvetlenül a együttessel szólt, hanem a Tridenttel, amely még mindig meghatározott heti pénzt fizetett a tagoknak.
1973. július 6-án megjelent a „Keep Yourself Alive” kislemez. Kritikailag igen vegyesen fogadták, a Record Mirror szerint erőteljes kislemez, a Melody Maker viszont hiányolta belőle az eredetiséget. A híres DJ, John Peel a Sounds hasábjain külön dicsérte a számban hallható szintetizátorjátékot – holott a felvételek során nem használtak szintetizátort. Ebből okulva az album megjelenésekor a borítójára tüntetőleg ráírták: „no synths”. A kislemez kereskedelmileg nagy kudarc volt, nem került fel egyetlen eladási listára sem. Az EMI illetékesei többször próbálták a rádiós lejátszási listákba ajánlani, de mindannyiszor visszautasították őket, azzal az indokkal, hogy túl hosszú a dal.
Maga az album hosszas várakozás után, 1973. július 13-án jelent meg. A borítóját a grafikus diplomát szerzett Mercury tervezte. Douglas Puddifoot, a BBC operatőre – és Taylor régi barátja–, készített Mercuryról egy képet meglehetősen heroikus pózban, ahogy a mikrofonállványt a feje fölé emeli. A képet Mercury alaposan átdolgozta, stilizálta, és rózsaszínnel átfestette. Ugyanakkor erre az időre ugyancsak Mercury megtervezte az együttes jelvényét, amelyet a tagok asztrológiai jegye ihletett. A logón az együttes nevére utaló nagy Q betűt körülvesz két oroszlán (Taylor és Deacon jegyei), két angyal (Mercury jegyére, a szűzre utalva), a tetején pedig egy rák látható (May jegye). Az egész kép hátterében egy főnixmadár volt, amely Mercury az együttesbe vetett hitét illusztrálta. A logó az albumborító hátoldalán szerepelt, sok más, az együttes tagjairól 1971 óta készült fotó mellett. A borítóra a hosszas előkészületekre utalva azt írták: „ami a Queen zenéje volt az elmúlt három évben”. Két ötlet is volt az album címéhez: Taylor a Top Fax, Fix and Info címet ajánlotta, a másik szerint Baker gyakori szófordulata alapján a Deary Me lett volna, de végül úgy döntöttek, hogy egyszerűen az együttes nevét fogja viselni. A borítószövegben Deacon nevét hibásan Deacon John-nak írták, Taylort pedig a teljes nevével szerepeltették: Roger Meddows Taylor. Amerikában több mint egy hónappal később, szeptember 4-én jelent meg. Itt a borítót is megváltoztatták kissé, Mercury alakját felnagyították, és a háttérszínt bíborra cserélték. Annak ellenére, hogy a kritika melegen fogadta, az album iránt csalódást keltően kicsi volt az érdeklődés. Mivel a kislemezét sem játszották a rádiók, olyan kevés példányban kelt el eleinte, hogy az eladási listákra sem került fel. Angliában csak 1974-ben, a Queen II sikere után fogyott jelentősebb példányban, és csak 1976-ban érte el a legmagasabb huszonnegyedik helyezést. Amerikában már 1973-ban felkerült a Top 200-ba, de a legjobb helyezését 1974-ben érte el. Ennek ellenére mindkét országban aranylemez lett, ami Amerikában 500 ezer példány feletti eladást, Angliában pedig 250 ezer font feletti bevételt jelent. Az EMI erőteljes reklámkampányt indított az album és az együttes népszerűsítésére, óriási hirdetőtáblákon, és tini magazinokban jelentek meg, ahol hálás téma volt a négy tag divatos kinézete, egyetemi végzettsége, vagy éppen May saját készítésű gitárja – a kiadó mintegy ötezer fontot költött a promócióra. Az erőteljes kampány részben visszafelé sült el, volt olyan zenésztárs, aki megjegyezte, hogy a Queen „túlságosan megtervezett”.
Mindezektől függetlenül volt akkora sikerük, hogy turnézni indulhassanak: a Queen I Tourra 1973 szeptembere és decembere közt került sor, ennek során a Mott the Hoople előzenekaraként léptek fel. A koncerteken gyakran elhangzottak olyan dalok is, melyek csak később, vagy végül sosem kerültek albumra, mint például a „Stone Cold Crazy”, a „See What a Fool I’ve Been”, és a „Hangman”. Sok kezdő együtteshez hasonlóan több feldolgozást is játszottak, de mivel a pontos lejátszási listák már nem ismertek, csak nagy vonalakban lehet tudni, hogy főleg korai rock and roll dalokat dolgoztak fel, ilyen Elvis Presley „Jailhouse Rock”-ja, Shirley Bassey „Big Spender”-je vagy a „Be Bop A Lula” Gene Vincenttől. Ezek több későbbi koncerten is fel-felbukkantak. Fontos dal volt a koncerteken a „Son and Daughter”, amely a stúdióverziótól ellentétben tartalmazott egy hosszú gitárszólót, amely így élőben akár nyolcpercesre is duzzadt. A szóló May „Blag” című dalából ered, amelyet még a Smile-korszakban írt. Ebből az egyvelegből alakult ki a „Brighton Rock” hosszú gitárszólója, amely a későbbi koncerteken esetenként kilencpercesre nyúlt.
1974. február 14-én még megjelent az albumról a „Liar” kislemez, de a „Keep Yourself Alive”-hoz hasonlóan nem aratott sikert egyetlen országban sem.

## Fogadtatás
| Kritikák             | Kritikák         |
| Forrás               | Értékelés        |
| -------------------- | ---------------- |
| Rolling Stone        | (kedvező) (1973) |
| Circus               | (kedvező) (1973) |
| Winnipeg Free Press  | (kedvező) (1974) |
| Entertainment Weekly | B (1991)         |
| Classic Rock         | (2001)           |
| RS Album Guide       | (2004)           |
| Uncut                | (2011)           |
| Pitchfork Media      | 6.7/10 (2011)    |
| Rolling Stone        | (2011)           |
| AllMusic             | [ 58 ]           |

Az albumot javarészt pozitívan fogadták a kritikusok, a legtöbbje ígéretes debütálásnak tartotta. Gordon Fletcher a Rolling Stone magazinban igen kedvezően írt róla: „azt mondják a Queen lesz az új Led Zeppelin. […] kétségtelen, hogy valóban befolyásos erő lesz a rock világban. A bemutatkozó albumuk kiváló.” A kritikus szerint bár a Led Zeppelinhez hasonlítják, a Queen zenéje nem az ő blues-rock szerű stílusukból ered, sokkal inkább a Who kemény rockjából, „...és a Who’s Next vagy a Quadrophenia legszebb pillanatait idézi.” A Circus magazin is kedvezően írt róla, szintén kiemelte a Led Zeppelinnel való hasonlóságot, és az egyik legizgalmasabb brit együttesnek nevezte a Queent: „a dalok lassan kezdődnek, fokozatosan építkeznek, majd egyszer csak a szoba túlsó felén fekve csodálkozunk, hogy mi történt”. A kanadai Winnipeg Free Press ugyancsak megemlítette a hasonlóságot az akkori brit rockegyüttesekhez, de a kritikus véleménye szerint a friss energia mindenért kárpótol. A Melody Maker szerint az album „csodálatosan különböző dalok sorozata, kezdve a gyorsnál is gyorsabb rocktól a könnyed balladáig”. A Time Out magazin „lendületes, energetikus és erőteljes, és főleg nehéz” albumnak nevezte. Az NME szerint viszont nem több, mint „egy vödörnyi állott vizelet”. A Billboard szerint „messze átlag feletti hangzás egy brit zenekarhoz képest, Freddie Mercury erőteljes énekével, és Brian May nagyszerű akusztikus és elektromos gitárjával”. A chicagoi Daily Herald ugyancsak átlag feletti debütálásnak tartotta, nagyon zajosnak, mennydörgésszerű dobbal és búgó gitárhanggal. Külön kiemelte a vokál minőségét, amely néhol egészen „Beatles-szerű”.
A későbbi kritikák is rendszerint pozitívan értékelik. 1991-ben az Entertainment Weekly B minősítést adott rá, és meglepően biztató debütálásnak nevezte. 2004-ben a Q magazin 5 csillagosra értékelte, és alapvető lemeznek tartotta. 2011-ben a Pitchfork Media kritikusa, Dominique Leone 6,7 pontot adott rá a lehetséges tízből, és ezt írta róla: „Nem hozta igazán azt az operai hangulatot, amelyet az együttes későbbi sikerei, de mégis magával ragadó, jól van összerakva”. Ugyancsak 2011-ben David Cavanagh az Uncut magazinban négycsillagosra értékelte: „a Queen egy fantáziavilágba repít, ahol ogrék, leprások, fehér és fekete királynők és óriás patkányok várnak. Hátborzongató, vészjósló, Brian May kiváló, óriási tűzerejű gitárjátékával, pokoli phaser effektussal, amely újratervezi a Led Zeppelin „Immigrant Song”-ját a „Ballroom Blitz” generációnak”. 2011-ben Barry Walters kedvezően értékelte a Rolling Stone-ban: „a zúzós jamek és a folkos betétek inkább utaltak a Zeppelinre, mint a későbbi stadiongyilkos színpadiasságukra, amelyben olyan tökéletessé váltak. […] A későbbi lemezeik jóval finomabbak, de ez a kétlemezes kiadvány egy lenyűgöző portréja a heves, már-már erőszakos művészetüknek.” Stephen Thomas Erlewine, az AllMusic kritikusa három csillagra értékelte a lehetséges ötből: „Mint minden bukdácsoló, de biztató debütáló albumot egy kezdő rockegyüttestől, a Queent is könnyű alábecsülni, hiszen csak egyetlen jól ismert sláger van rajta, és egységes album helyett inkább ötletek gyűjteményének tűnik. De micsoda ötletek! Érdekes térképet készített, amely meghatározta az együttes útját az elkövetkezendő években. Majdnem az összes rájuk jellemző vonást felmutatja, Mercury operai harmóniáitól kezdve May gazdag, nagyméretű gitárjátékáig. Ezt a gazdag, virgonc érzést lehetne glamként elkönyvelni, de éppen ezekben a korai időkben ez a megjelölés nem illik a Queenre, túl zajos és túl művészi, valamint túl piszkos a glam rockhoz.” 2008-ban a Rolling Stone magazin a „Keep Yourself Alive”-ot a harmincegyedik helyre sorolta a „minden idők 100 legjobb gitárdala” listáján.

## Az album dalai
| 1. | Keep Yourself Alive | Brian May         | 3:47 |
| 2. | Doing All Right     | May, Tim Staffell | 4:09 |
| 3. | Great King Rat      | Freddie Mercury   | 5:43 |
| 4. | My Fairy King       | Mercury           | 4:08 |

| 5.  | Liar                                 | Mercury      | 6:25 |
| 6.  | The Night Comes Down                 | May          | 4:23 |
| 7.  | Modern Times Rock ’n’ Roll           | Roger Taylor | 1:48 |
| 8.  | Son and Daughter                     | May          | 3:20 |
| 9.  | Jesus                                | Mercury      | 3:44 |
| 10. | Seven Seas of Rhye… (instrumentális) | Mercury      | 1:15 |

| 1. | Mad the Swine                             | Mercury | 3:20 |
| 2. | Keep Yourself Alive                       | May     | 4:04 |
| 3. | Liar (remix: Gary Hellman és John Luongo) | Mercury | 6:25 |

| 1. | Keep Yourself Alive (De Lane Lea Demo, Dec 71)  | May     |  |
| 2. | The Night Comes Down (De Lane Lea Demo, Dec 71) | May     |  |
| 3. | Great King Rat (De Lane Lea Demo, Dec 71)       | Mercury |  |
| 4. | Jesus (De Lane Lea Demo, Dec 71)                | Mercury |  |
| 5. | Liar (De Lane Lea Demo, Dec 71)                 | Mercury |  |
| 6. | Mad The Swine (June 72)                         | Mercury |  |

## Közreműködők
Jacky Gunn és Georg Purvis alapján.
| Queen - Brian May – gitár, zongora, ének és háttérvokál - Freddie Mercury – ének és háttérvokál, zongora, orgona - John Deacon – basszusgitár - Roger Taylor – dob, ütőhangszerek, ének és háttérvokál | Közreműködő zenészek - John Anthony – vokál: „Modern Times Rock'n'Roll” | Produkció - Queen – producer, borítóterv - Roy Thomas Baker – producer, hangmérnök - John Anthony – producer - Louie Austin – producer: „The Night Comes Down” - Mike Stone – hangmérnök - Ted Sharpe – hangmérnök - David Hentschel – hangmérnök - Douglas Puddifoot – borító |  |

## Helyezések és eladások
| Ország                | Helyezés |
| --------------------- | -------- |
| Brit albumlista       | 24       |
| Amerika Billboard 200 | 83       |
| Japán albumlista      | 52       |

| Ország         | Eladási minősítés | Eladás   |
| -------------- | ----------------- | -------- |
| Anglia (BPI)   | arany             | 100 000+ |
| Amerika (RIAA) | arany             | 500 000+ |

Kislemezek
| Év   | Kislemez                               |
| ---- | -------------------------------------- |
| 1973 | Keep Yourself Alive / Son and Daughter |
| 1974 | Liar / Doing All Right                 |

## Kiadás
| Ország  | Megjelenés dátuma   | Kiadó      | Formátum         | Katalógusszám                          |
| ------- | ------------------- | ---------- | ---------------- | -------------------------------------- |
| Amerika | 1973. szeptember 4. | Elektra    | LP, magnókazetta | EKS 75064 (LP)                         |
| Anglia  | 1973. július 13.    | EMI        | LP, magnókazetta | EMC 3006 (LP) TC FA 3040 (kazetta)     |
| Amerika | 1991. június 18.    | Hollywood  | CD, magnókazetta | HR-610464-2 (CD) HR-610464-4 (kazetta) |
| Anglia  | 1986. december      | EMI        | CD               | CDP 7 46204 2                          |
| Anglia  | 1994                | Parlophone | CD               | CDPCSD 139                             |
| Anglia  | 2011                | Island     | CD               | 276 387 9                              |